# Tisha Sterling
Pour les articles homonymes, voir Sterling.

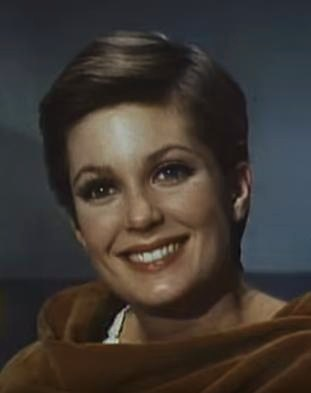
Dans Un shérif à New York (1968)

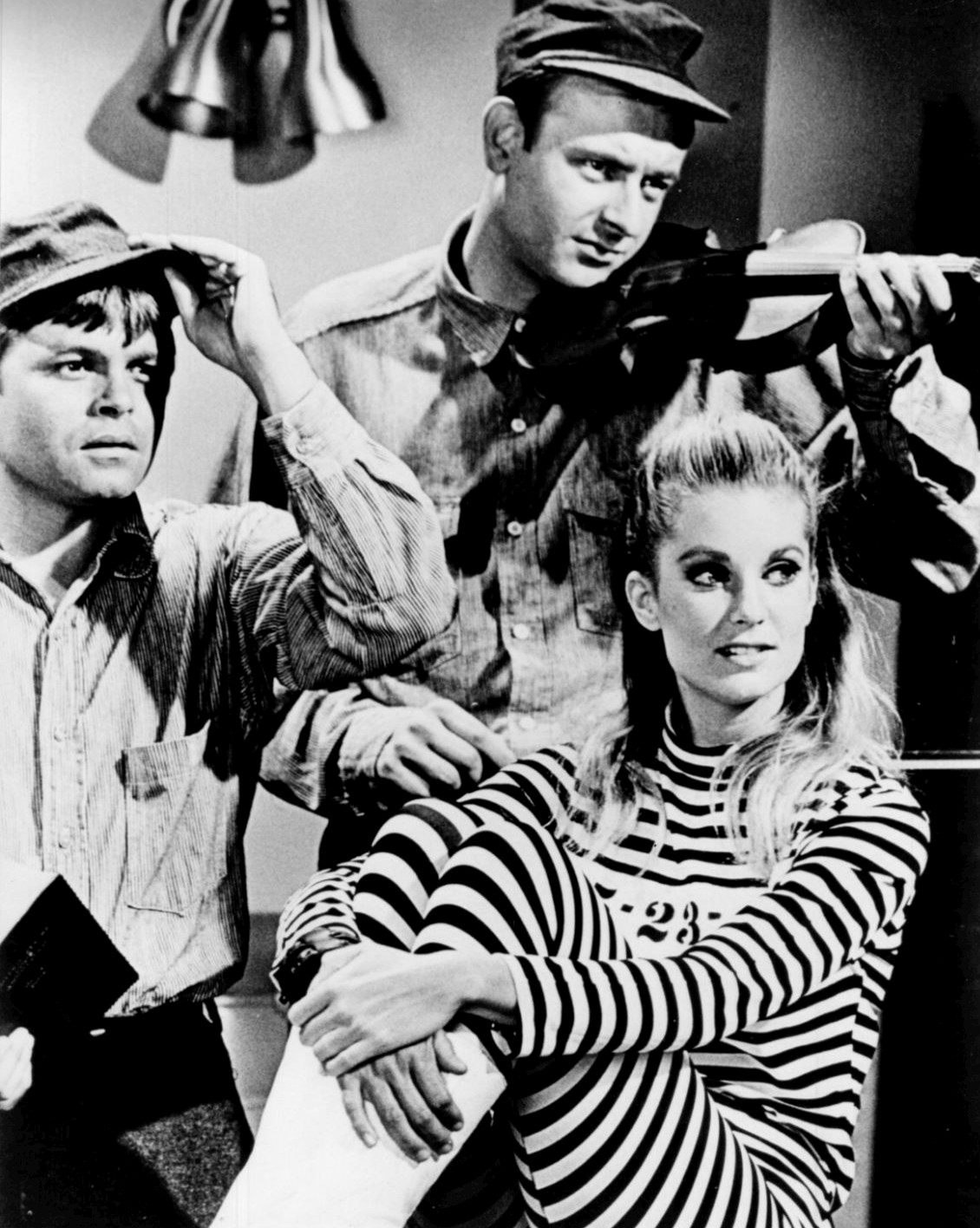
Avec Robert Biheller et Peter Brooks, dans la série Batman, épisode Une gentille petite famille (1966)

Patricia Ann « Tisha » Sterling est une actrice américaine, née le 10 décembre 1944 à Los Angeles (Californie).

## Biographie
Fille des acteurs Robert Sterling (1917-2006) et Ann Sothern (1909-2001), Tisha Sterling contribue au cinéma à quatorze films américains, le premier étant Village of the Giants de Bert I. Gordon (1965, avec Tommy Kirk et Johnny Crawford).
Sa mère joue dans deux de ses films suivants, Crazy Mama de Jonathan Demme (1975, avec Cloris Leachman et Stuart Whitman) et Les Baleines du mois d'août de Lindsay Anderson (1987, avec Bette Davis et Lillian Gish). Citons également Un shérif à New York de Don Siegel (1968, avec Clint Eastwood et Lee J. Cobb) et Ordure de flic de Burt Kennedy (1976, avec Stacy Keach et Susan Tyrrell).
Son dernier film est Breakfast of Champions d'Alan Rudolph (1999, avec Bruce Willis et Albert Finney), après lequel elle se retire.
À la télévision, Tisha Sterling apparaît dans trente-huit séries entre 1960 et 1986, dont Batman (deux épisodes, 1966), Columbo (un épisode, 1973) et Drôles de dames (deux épisodes, 1979, 1981).
S'ajoutent huit téléfilms diffusés de 1970 à 1977, dont Betrayal (en) de Gordon Hessler (1974, avec Amanda Blake et Dick Haymes).

## Filmographie partielle

### Cinéma
- 1965 : Village of the Giants de Bert I. Gordon : Jean
- 1968 : La Brigade des cow-boys (Journey to Shiloh) de William Hale : Airybelle Sumner
- 1968 : Le Jeu de la mort (The Name of the Game Is Kill!) de Gunnar Hellström : Nan Terry
- 1968 : Un shérif à New York (Coogan's Bluff) de Don Siegel : Linny Raven
- 1970 : Norwood de Jack Haley Jr.  : Marie
- 1971 : The Sandpit Generals d'Hall Bartlett : Dora
- 1975 : Crazy Mama de Jonathan Demme : Sheba jeune
- 1976 : Ordure de flic (The Killer Inside Me) de Burt Kennedy : Amy Stanton
- 1981 : Sorcellerie (Burned at the Stake) de Bert I. Gordon : Karen Graham
- 1987 : Les Baleines du mois d'août (The Whales of August) de Lindsay Anderson : Tisha jeune
- 1992 : Dark Horse (en) de David Hemmings : l'officier Ross
- 1999 : Breakfast of Champions d'Alan Rudolph : Beatrice Keedsler

### Télévision

#### Séries
- 1964 : Suspicion (The Alfred Hitchcock Hour)
  - Saison 3, épisode 2 Change of Address : Rachel
- 1965 : The Donna Reed Show
  - Saison 8, épisode 1 Pop Goes Theresa : Theresa
- 1965 : Le Jeune Docteur Kildare (Dr. Kildare)
  - Saison 4, épisode 15 Lullaby for an Indian Summer d'Herschel Daugherty : Sheila Winfield
- 1966 : Batman
  - Saison 2, épisode 9 Une gentille petite famille (The Greatest Morther of Them All) d'Oscar Rudolph et épisode 10 Une redoutable mère de famille (Ma Parker) d'Oscar Rudolph : « Legs »
- 1967 : Max la Menace (Get Smart)
  - Saison 2, épisode 20 Les Filles de KAOS (The Girls from KAOS) : Miss USA
- 1967 : Match contre la vie (Run for Your Life)
  - Saison 3, épisode 14 It Could Only Happen in Rome d'Alexander Singer : Tia
- 1968 : Bonanza
  - Saison 9, épisode 23 Star Crossed de William F. Claxton : Laura Jean Pollard
- 1968 : Opération vol (It Takes a Thief)
  - Saison 1, épisode 10 Le Camée de Pétrovie (Birds of a Feather) de Don Weis : Mme Trish Marcu
- 1969 : Les Règles du jeu (The Name of the Game)
  - Saison 1, épisode 19 Love-In at Ground Zero (Niobe Redsmith) de Richard Irving et épisode 22 The Bobby Currier Story (Alice Ward)
- 1969 : CBS Playhouse
  - Saison 2, épisode 3 The Experiment de Robert Butler
- 1969-1970 : The Bold Ones: The New Doctors
  - Saison 1, épisode 2 What's the Price of a Pair of Eyes? (1969) : Casey Woods
  - Saison 2, épisode 1 This Will Really Kill You (1970) : Joan
- 1970 : L'Immortel (The Immortal)
  - Saison unique, épisode 12 Paradise Bay de Don Weis : Julie et Nancy Dudley
- 1971 : Le Virginien (The Men from Shiloh)
  - Saison 9, épisode 19 Flight from Memory : Melissa
- 1972 : Le Sixième Sens (The Sixth Sense)
  - Saison 1, épisode 3 Lady, Lady, Take My Life de John Badham : Annette Gordon
- 1972 : L'Homme de fer (Ironside)
  - Saison 6, épisode 12 Wanda (Who'll Cry for My Baby) de Richard Donner : Wanda Bolen
- 1973 : Hawaï police d'État (Hawaii Five-0)
  - Saison 5, épisode 20 Rapt (Little Girl Blue) : Eadie Scott
- 1973 : Columbo
  - Saison 3, épisode 3 Candidat au crime (Candidate for Crime) de Boris Sagal : Linda Johnson
- 1973 : The New Perry Mason, deuxième série
  - Saison unique, épisode 10 The Case of the Jailed Justice : Susan
- 1976 : Serpico
  - Saison unique, épisode 6 Strike! de David Moessinger : Jenny
- 1976 : Sergent Anderson (Police Woman)
  - Saison 3, épisode 9 Terreur sur le campus (Bait) de David Moessinger : Celia
- 1979-1981 : Drôles de dames (Charlie's Angels)
  - Saison 4, épisode 7 La Cage aux dames (Caged Angel, 1979) : une chanteuse
  - Saison 5, épisode 11 Le Tueur au téléphone (Angel on the Line, 1981) de Kim Manners : Mary
- 1986 : Les Feux de l'amour (The Young and the Restless), feuilleton, épisodes 3415, 3435, 3438 et 3440 (sans titres) : Opératrice (ép. 3415) / Connie

### Téléfilms
- 1970 : Night Slaves de Ted Post : Annie Fletcher / Naillil
- 1972 : Another Part of the Forest de Daniel Mann : Birdie
- 1974 : Betrayal (en) de Gordon Hessler : Gretchen Addison / Adele Murphy
- 1976 : Kiss Me, Kill Me de Michael O'Herlihy : Maureen Coyle
- 1977 : In the Glitter Palace de Robert Butler : Grace Mayo